# İzmirspor Külübü Derneği
L'İzmir Spor Külübü è una società calcistica con sede a Smirne, in Turchia.
Fondato nel 1923, il club nel 2013-2014 milita nella Bölgesel Amatör Lig.
I colori sociali sono il bianco e l'azzurro.
Il club vanta numerose partecipazioni nella massima serie negli anni 60.

## Storia
Nel 1968 è stato finalista perdente della Coppa del Primo ministro.

## Stadio
Il club gioca le gare casalinghe all'İzmir Alsancak Stadium, che ha una capacità di 15,737 posti a sedere.

## Palmarès
- TFF 3. Lig: 2

1988-1989, 1997-1998